# Andreas Carlsson (Leichtathlet)
Andreas Carlsson (* 5. April 1995) ist ein schwedischer Leichtathlet, der sich auf den Hochsprung spezialisiert hat, aber in zahlreichen Disziplinen auf nationaler Ebene antritt.

## Sportliche Laufbahn
Erste internationale Erfahrungen sammelte Andreas Carlsson im Jahr 2013, als er bei den Junioreneuropameisterschaften in Rieti mit übersprungenen 2,03 m in der Qualifikation ausschied. Zwei Jahre später erreichte er dann bei den U23-Europameisterschaften in Tallinn das Finale und belegte dort mit 2,10 m den zwölften Platz. 2017 nahm er erneut an den U23-Europameisterschaften in Bydgoszcz teil, scheiterte diesmal im Weitsprung mit 7,42 m in der Qualifikation und gelangte auch mit der schwedischen 4-mal-400-Meter-Staffel mit 3:11,26 min nicht bis in das Finale.
2016 und 2019 wurde Carlsson schwedischer Meister im Hochsprung im Freien sowie 2017 und 2019 in der Halle.

## Persönliche Bestleistungen
- Hochsprung: 2,20 m, 28. Juni 2015 in Halmstad
  - Hochsprung (Halle): 2,18 m, 14. Februar 2015 in Bærum
- Weitsprung: 7,91 m (0,0 m/s), 3. Juli 2019 in Karlstad
  - Weitsprung (Halle): 7,65 m, 4. Februar 2019 in Stockholm